# Stylofor
Stylofor (ang. stylophore) – część gnatosomy niektórych roztoczy.
Stylofor występuje u niektórych Prostigmata. Tworzony jest przez rośnięcie się ze sobą członów podstawowych lewego i prawego szczękoczułka. Palec ruchomy takich szczękoczułków ma formę sztyletowatą bądź igłowatą. Przykładem mogą być tu Tetranychoidea.
U niektórych Cheyletoidea i pasożytniczych Myobiidae stylofor zlewa się z subkapitulum, tworząc tzw. kapsułę styloforową.